# Kyle Allen
Kyle Allen, född 10 oktober 1994 i Livermore, Kalifornien, är en amerikansk skådespelare.
Allen har bland annat medverkat i filmerna Mord i Venedig och Rosaline. Han har även medverkat i TV-serien The Path.

## Filmografi (i urval)
- 2016–2018 – The Path (TV-serie)
- 2022 – Rosaline
- 2023 – Mord i Venedig
- 2025 – Det kommer alltid en ny himmel